# Кинадонова завера
Кинадонова завера назив је за заверу која је почетком 4. века п. н. е. скована у Спарти. Угушио ју је краљ Агесилај.

## Историја
Године 398. п. н. е. Агесилај постаје краљ Спарте. У Спарти је у то време избио устанак изазван социјалним приликама у лакедемонској држави. Након победе у Пелопонеском рату долази до наглог богаћења једног дела спартијатског становништва. То је довело до разлике у самом реду спартијата. Сиромашни спартијати названи су Слабији. Слабији 398. п. н. е. дижу устанак који је предводио Кинадон. Устанак је брзо угушен, а Кинадон. Упитан због чега је склопио заверу, Кинадон је одговорио: "Нисам хтео да у Спарти будем гори од другог". Био је бичеван док су га спроводили кроз целу Спарту и погубљен заједно са осталим завереницима.